# Sociedade Thalia
Sociedade Thalia é um clube social e esportivo de Curitiba.
Foi fundado em 1882 por imigrantes alemães. Na época, chamava-se Weringe Thalia e as atas das suas reuniões eram todas escritas em idioma alemão. Só a partir de 1918 o clube foi obrigado por lei a adotar o idioma português e ser presidido por brasileiros natos. Em 1942 foi inaugurada a sede atual, no Centro de Curitiba. Mais tarde foram construídas as sedes Fazenda (em Balsa Nova, 1967), Praia (Guaratuba, 1972) e Olímpica (Tarumã, 1988).